# Сусрети Лазар Вучковић

Сусрети Лазар Вучковић су књижевна манифестација коју у Приштини организује НИРО Јединство од 1970. годинеу знак сећања на трагично преминулог песника Лазара Вучковића, који се 1966. године утопио у Охридском језеру заједно са црногорским песником Блажом Шћепановићем док су учествовали на Струшким вечерима поезије. 
Огранизовани су углавном последње недеље септембра или прве недеље октобра, а садржај им се састојао од песничког каравана, који је два дана обилазио косовска места (Велику Хочу, Призрен, Средску, Штрпце, Грачаницу, Зубин Поток, Косовску Митровицу, Приштину), и књижевних разговора о одређеној теми. На Сусрете су редовно долазили познати писци, књижевни критичари и теоретичари из Хрватске, Босне и Херцеговине, Црне Горе, Македоније и Србије – Десанка Максимовић, Бранислав Петровић, Мирослав Антић, Бранко В. Радичевић, Велимир Милошевић, Изет Срајлић, Мира Алечковић, Дара Секулић, Радован Павловски, Зоран Гавриловић, Предраг Матвејевић, Даринка Јеврић, Есад Мекули, Енвер Ђерћеку, Енвер Баки, Вукашин Вук Филиповић, Владета Вуковић и други. 
До 1990. године на Сусретима Лазар Вучковић учествовали су и албански књижевници, а турски све до 1999. године, до доласка међународних снага на Косово и Метохију. Уосталом, своје прве преводе на српски језик, па и књиге, имали су у издању Јединства, и у часопису Стремљења. 
На завршној песничкој вечери у Приштини, од 1970. године, уручује се књижевна награда Лазар Вучковић.
Сусрети се одржавају и данас, мада у измењеним околностима и са скромнијим амбицијама и средствима.

## Галерија
- Крај бисте Лазара Вучковића у Горњем Селу у Средачкој Жупи, 1991. г.
- Сусрети Лазар Вучковић у ОШ у Зубином Потоку, 1985. г. (аутор Војин Тодић)
- Са Сусрета Лазар Вучковић - ученици с песницима, Средска, 1980. г.
- Песници на гробу Лазара Вучковића у Горњем селу 2022. г.